# Hasan Rangraz
Hasan Rangraz (* 21. března 1980 Naušáhr) je bývalý íránský zápasník – klasik.

## Sportovní kariéra
Zápasení se věnoval od 10 let. Specializoval se na řecko-římský styl. V íránské mužské reprezentaci se pohyboval od roku 1999 ve váze do 54 (55) kg. V roce 2000 se kvalifikoval na olympijské hry v Sydney, kde nepostoupil ze základní skupiny přes Číňana Wang Chueje. V roce 2001 získal v řeckém Patrasu teprve druhý titul mistr světa pro Írán v zápasu řecko-římském. V roce 2004 se kvalifikoval na olympijské hry v Athénách, kde nepostoupil ze základní skupiny přes Kubánce Lázaro Rivase. Od roku 2005 se v reprezentaci neprosazoval na úkor Hamída Suriána. Sportovní kariéru ukončil v roce 2008 věnuje se trenérské práci.

## Výsledky
| Olympijské hry    | —  |   |     |     | úč. |    |    |     | úč. |    |  |  |  |  |  |  |
| Mistrovství světa |    | — | —   | úč. |     | 1. | 3. | úč. |     | —  |  |  |  |  |  |  |
| Asijské hry       |    |   | —   |     |     |    | —  |     |     |    |  |  |  |  |  |  |
| Mistrovství Asie  | —  | — |     | —   | 3.  | 2. |    | —   | 3.  | —  |  |  |  |  |  |  |
| Univerziáda       |    |   |     |     |     |    |    |     |     | 2. |  |  |  |  |  |  |
| MS juniorů        | —  | — | úč. | 3.  | —   |    |    |     |     |    |  |  |  |  |  |  |
| MS dorostenců     | 3. |   |     |     |     |    |    |     |     |    |  |  |  |  |  |  |